# Curionópolis
Curionópolis är en kommun i Brasilien.   Den ligger i delstaten Pará, i den centrala delen av landet, 1 100 km norr om huvudstaden Brasília. Antalet invånare är 18 295.
Omgivningarna runt Curionópolis är huvudsakligen savann. Runt Curionópolis är det mycket glesbefolkat, med 6 invånare per kvadratkilometer.